# GD Interclube
Grupo Desportivo Interclube, vornehmlich als Interclube oder  auch Inter Luanda bekannt, ist ein Fußballverein aus Luanda, der Hauptstadt von Angola. Gegründet wurde der Verein 1953 durch die Polizei.
Seinen ersten Titel gewann der Club 1986 mit dem angolanischen Pokal. 2001 folgte mit dem Gewinn des angolanischen Supercups der zweite Titel, 2003 wurde der Pokalwettbewerb das zweite Mal gewonnen. Bei der Fußball-Weltmeisterschaft 2006 in Deutschland waren mit Miloy und Mário zwei Spieler in der angolanischen Fußballnationalmannschaft vertreten. In der Saison 2007 konnte Inter Luanda erstmals den Gewinn der Girabola, der angolanischen Profiliga, feiern. 2008 wurde der Supercup ein zweites Mal gewonnen, und in der Saison 2010 gelang schließlich der Gewinn der zweiten Meisterschaft.
Seine Heimspiele trägt der Club im Estádio 22 de Junho aus, das 12.000 Zuschauern Platz bietet.

## Erfolge
- Girabola: 2007, 2010
- Taça de Angola: 1986, 2003, 2011
- SuperTaça de Angola: 2001, 2008

## Ehemalige Spieler (Auswahl)
- Dickson Nwakaeme, 2006–2008

## Trainer (unvollständig)
| Name des Trainers         | Zeitraum  | Bemerkung                                                    |
| ------------------------- | --------- | ------------------------------------------------------------ |
| Zoran Pešić               | 2003      |                                                              |
| Carlos Mozer              | 2006–2008 | • 2007: Angolanischer Meister • 2008: Angolanischer Supercup |
| Augusto Inácio            | 2008–2009 |                                                              |
| Álvaro Monteiro Magalhães | 2009–     |                                                              |

## Statistik in den CAF-Wettbewerben
| Wettbewerb                    | Runde                  | Gegner                  | Hinspiel | Rückspiel           |  |
| ----------------------------- | ---------------------- | ----------------------- | -------- | ------------------- |  |
|                               |                        |                         |          |                     |  |
| African Cup Winners’ Cup 1987 | 1. Runde               | Vital’O FC              | 1:1 (H)  | 0:2 (A)             |  |
| African Cup Winners’ Cup 2001 | 1. Runde               | CO Bamako               | 3:0 (A)  | 8:0 (H)             |  |
|                               | 2. Runde               | Stade Abidjan           | 0:1 (A)  | 1:0 (H) / Pen: 3:1  |  |
|                               | Viertelfinale          | Niger Tornadoes         | 0:1 (A)  | 4:0 (H)             |  |
|                               | Halbfinale             | Kumbo Strikers          | 3:0 (H)  | 1:0 (A)             |  |
|                               | Finale (17.11./01.12.) | Kaizer Chiefs           | 1:1 (H)  | 0:1 (A)             |  |
| CAF Confederation Cup 2004    | 1. Runde               | AS Douanes Dakar        | 1:2 (H)  | 1:2 (A)             |  |
| CAF Confederation Cup 2005    | 1. Runde               | FC 105 Libreville       | 1:3 (A)  | 1:3 (H)             |  |
| CAF Confederation Cup 2006    | 1. Runde               | Sogéa FC                | 0:1 (A)  | 2:0 (H)             |  |
|                               | 2. Runde               | Township Rollers FC     | 1:1 (A)  | 1:0 (H)             |  |
|                               | Play-off-Runde         | USCA Foot               | 0:0 (A)  | 1:0 (H)             |  |
|                               | Gruppe A               | Petro Atlético Luanda   | 1:3 (H)  | 1:4 (A)             |  |
|                               | Gruppe A               | OC Khouribga            | 0:1 (A)  | 1:0 (H)             |  |
|                               | Gruppe A               | FAR Rabat               | 0:2 (A)  | 0:2 (H)             |  |
| CAF Confederation Cup 2007    | 1. Runde               | Mwana Africa FC         | 0:2 (A)  | 0:0 (H)             |  |
| CAF Champions League 2008     | Vorrunde               | Renacimiento FC         | 2:1 (A)  | 2:1 (H)             |  |
|                               | 1. Runde               | Sporting Clube da Praia | 1:2 (A)  | 1:0 (H)             |  |
|                               | 2. Runde               | Zamalek SC              | 0:3 (A)  | 2:1 (H)             |  |
| CAF Confederation Cup 2008    | Play-off-Runde         | Mount Cameroon FC       | 2:1 (H)  | 1:1 (A)             |  |
|                               | Gruppe A               | CS Sfaxien              | 1:4 (A)  | 2:3 (H)             |  |
|                               | Gruppe A               | Haras El-Hodood SC      | 1:0 (H)  | 1:4 (A)             |  |
|                               | Gruppe A               | Club Africain Tunis     | 0:3 (A)  | 1:2 (H)             |  |
| CAF Champions League 2011     | Vorrunde               | Township Rollers FC     | w/o      | w/o                 |  |
|                               | 1. Runde               | al-Merreikh Omdurman    | 0:2 (A)  | 2:0 (3:2 i. E.) (H) |  |
|                               | 2. Runde               | MC Alger                | 1:1 (H)  | 2:3 (A)             |  |